# Elatostema leucocephalum
Elatostema leucocephalum är en nässelväxtart som beskrevs av Wen Tsai Wang. Elatostema leucocephalum ingår i släktet Elatostema och familjen nässelväxter. Inga underarter finns listade i Catalogue of Life.